# Омуртаг (град)
Вижте пояснителната страница за други значения на Омуртаг.
Омурта̀г е град в област Търговище, Североизточна България. Той е административен и стопански център на едноименната община Омуртаг. Населението на града към края на 2009 година е 8725 жители, което го прави третото по големина населено място в областта.
По данни на ГРАО към 15 септември 2023 г. в града живеят 9038 души по настоящ адрес и 10 662 души по постоянен адрес.

## География
Градът е разположен на 525 метра надморска височина, в областта Сланник (Тозлу̀к), източната част на Предбалкана. Намира се на 24 километра югозападно от Търговище, на 77 километра източно от Велико Търново и на 141 километра южно от град Русе.
Омуртаг е кръстовище на важните шосейни транспортни коридори: запад-изток (София-Варна) и север-юг (Русе-Котленски проход-Ямбол и Сливен).

## История
Първите известни обитатели на района са от новокаменната епоха. С развитието на цивилизацията по българските земи околностите на Омуртаг продължават да привличат заселници. Благоприятните природни условия обуславят наличието на човешки заселници още от 6 век пр.н.е.. Областта е включена в голямата укрепителна система, създадена от византийския император Юстиниан.
През средните векове Омуртагският край се оформя като важен възел. Той е близо да старите български столици Плиска и Преслав, до ниските проходи на Стара планина – Котленски и Върбишки.
Първите писмени свидетелства за днешния град Омуртаг са от 17 век. В турските данъчни регистри той е посочен като център на кааза с името Осман пазар. В икономически план селището става средище на занаятчийското производство и търговията.
От стария град са запазени източноправославният църковен храм „Свети великомъченик Димитър“ (от 1860, изгорена през Руско-турската война), Мензилишката чешма (от 1779) и 6 възрожденски къщи в национален стил. Най-забележима е къщата на баба Иванка Хаджийката (построена през 1876 година от уста Генчо Кънев), в която по време на Освободителната война е укрила 200 жени и деца.
През 1853 година Никола Икономов – Жеравненеца съобщава за Осман пазар, където вероятно получава от местни жители финансова помощ за издаване на своята книга „Земледелие“
По време на Руско-турската война Осман пазар е завзет от руската 11-а пехотна дивизия, начело с генерал Казимир Ернрот, на 27 януари (15 януари стар стил) 1878 година, като преди това е разграбен и опожарен от отстъпващите османски части.
След Освобождението Осман пазар преживява значителни демографски промени. Турското население се изселва и на негово място идват българи от Трънско и Кюстендилско. Непосредствено след войната районът на Осман пазар е най-активната област на мюсюлмански бунтове, като на 27 юни 1879 година градът е нападнат от турски въоръжени групи, които са отблъснати от военния гарнизон. Градът продължава да бъде средище на икономически и културен живот в областта, център на окръжие, а по-късно – и на околия.
През 1934 година градът получава сегашното си име в чест на българския хан Омуртаг.

### Воден режим
Някъде през 1970-те години в града започват проблемите с недостига на вода, като те продължават повече от 50 години.

## Население
Численост на населението според преброяванията през годините:
| \| Година на преброяване \| Численост \| \| --------------------- \| --------- \| \| 1946 \| 4233 \| \| 1956 \| 6127 \| \| 1965 \| 8145 \| \| 1975 \| 9082 \| \| 1985 \| 9573 \| \| 1992 \| 8938 \| \| 2001 \| 8759 \| \| 2011 \| 7619 \| \| 2021 \| 5266 \| |           |
| Година на преброяване | Численост |
| 1946 | 4233      |
| 1956 | 6127      |
| 1965 | 8145      |
| 1975 | 9082      |
| 1985 | 9573      |
| 1992 | 8938      |
| 2001 | 8759      |
| 2011 | 7619      |
| 2021 | 5266      |

### Етнически състав

#### Преброяване на населението през 2011 г.
Численост и дял на етническите групи според преброяването на населението през 2011 г.:
|                     | Численост | Дял (в %) |
| Общо                | 7 619     | 100,00    |
| Българи             | 2 854     | 37,45     |
| Турци               | 2 338     | 30,68     |
| Цигани              | 561       | 7,36      |
| Други               | 5         | 0,06      |
| Не се самоопределят | 77        | 1,01      |
| Неотговорили        | 1 784     | 23,41     |

## Икономика
В града функционират 7 фирми от текстилната промишленост (ЕТ „Елица 49“, „Елиза мод“ ООД, „Трико“ АД, ЕТ „Петра“, „Сателит 3“ ООД, ЕТ „ЕИ СИ“ и ТПК „Йова“); 6 фирми са в сферата на производство на храни и напитки (Мандра „СИ-ВИ-ЕС“, ЕТ „Стезис“, ЕТ „Маратон-62“, „Биомак“ ООД, ЕТ „Хатче Местанова“ и „Кента“ АД); 3 фирми за производство на чехли и джапанки („Бумеранг слипер“ ООД, „Интер БГ“ и ЕТ „Еспа 2005“) и др.

### Държавно горско стопанство „Омуртаг“
Основното предприятие за добив и продажба на дървесина е ДГС „Омуртаг“. Предприятието стопанисва държавните горски територии на територията на общината и организира търгове за продажба на дървесина.

## Култура и просвета
Градът разполага с Исторически музей. Открит е на 26 януари 1973 година като музейна сбирка, през 1994 година е преобразуван в исторически музей. Разполага с 384 броя музейни предмети. Неговите фондове и експозиции са разположени в три сгради, обединени в архитектурен комплекс. Сред експонатите особено място заема полетният скафандър на втория български космонавт, омуртаченинът Александър Александров.
В града функционират 2 средни училища: Гимназия „Симеон Велчев“ и Професионална гимназия по транспорт и лека промишленост. Едно училище в основен етап на обучение – основно училище „Акад. Даки Йорданов“ и 2 начални училища – „Христо Смирненски“ и „Васил Левски“.

## Народно читалище „Отец Паисий“
Народно читалище „Отец Паисий“ в Осман пазар е основано през 1870-та година от учителя Петър Янакиев, който е родом от село Беброво,Еленския балкан.

## Спорт
Футболният отбор на града е „Левски“ (Омуртаг), местният стадион „Омуртаг“ е с капацитет до 6000 зрители. Отборът се състезава в областната футболна група.
Волейболен клуб „Омуртаг“ е лицензиран от БФВ от 1999 г., участва в държавните първенства при момичета и момчета. Възпитаниците на клуба достигат до финали при различните възрастови групи. Клубът е редовен участник в Държавните игри на спортистите от малките селища, през 2001 г. град Омуртаг беше домакин на Държавните игри, многократно отборите момичета и момчета на клуба са ставали и национални първенци в игрите. Рожба на клуба е и Виктор Йосифов – национален състезател, блокировач №1 на Европейското първенство през 2009 г. и настоящ капитан на националния отбор.

## Редовни събития
- 7 юни – официален празник на град Омуртаг; датата, на която полита в Космоса вторият български космонавт – ген. Александър Александров.

## Личности
- Симеон Киров Халачев (1892 – 1954) – адвокат и политик; народен представител в XXV обикновено народно събрание (1940 – 1944), репресиран от тъй наречения Народен съд.
- Д-р Байко Бърнев (1865 – 1957) – ветеринарен лекар, един от основоположниците на ветеринарномедицинската професия в България. Участник в Сръбско-българската, Балканските и Първата световна война.
- Димитър Петков – учител, математик, създал няколко поколения ученици, в които въплъти своя дух на любов и обич към красотата, хармонията и природата
- М. Сюлюманов Юсеинов – редник от Българската армия, убит на 1 септември 1917 година край село Беранци, днес Северна Македония.[18]
- Захари Панайотов Железов – Батинката – роден през 1894 г. Народен поет и писател сатирик. Участник в Първата световна война, раняван, завършва войната в чин поручик, като комендант на Струга (Македония). После учител. Любимец на града. Починал през 1947 година
- Станко Атанасов Станков – р. 1954 г. – първият роден в Омуртаг командир на българска подводна лодка. По-късно командир на дивизиона подводни лодки във ВМС и началник на Висшето военноморско училище „Никола Йонков Вапцаров“ във Варна (2002 – 2007 г.), военно звание „капитан първи ранг“. Автор на книгата „Слушай в отсеците – разкази на един подводничар“. Понастоящем председател на Съюза на подводничарите в Р. България и Българската военноморска конфедерация.
- Виктор Йосифов – български волейболист, роден на 16.10.1985 г. Играе на поста център. Висок е 204 cm и тежи 98 kg. Ражда се в Омуртаг, където завършва средното си образование. Практикува волейбол на училищно равнище. Завършва Шуменския университет със специалност физкултура. Носител на бронзов медал от Европейското първенство по волейбол в Турция – 2009 г.
- Калинка Тончева – краеведка, културоложка и музейна работничка, авторка на поредица книги за Омуртаг, озаглавени „Старата чешма разказва“. Починала през 2011 година.
- Ева Георгиева (родена като Йовка Петрова Стоянова) – ръководителка на „Tрио Българка“. Родена е в град Омуртаг през 1925 г., завършва Софийското средно музикално училище в класа на проф. Георги Златев-Черкин. Цветана Дякович я насочва към народното пеене и тогава започва работа с различни оркестри в Радио София.
- Акад. Даки Йорданов – роден през 1893 г. в гр. Омуртаг. За него казват, че е „живата ботаника на България“. Академик Даки Йорданов умира на 05.04.1978 г., но и до днес остава неговият завет: „Основното е да обикнеш избраното от теб и да го следваш неотклонно, да гориш с него, дори ако трябва да изгориш, но да живееш със съзнанието, че трябва да бъдеш полезен.“
- Петър Бакърджиев – роден в гр. Омуртаг, спортен журналист в bTV.
- Мелис Йонузова – европейска шампионка по бокс за жени до 22-годишна възраст.
- Димитър Абаджиев – от 1997 г. до 2009 г. Народен представител в Народното Събрание, впоследствие дипломат, заемал функциите на генерален консул на Република България в Шанхай, Китай и извънреден посланик на Република България в Любляна, Словения, и Риад, Саудитска Арабия.
- Александър Александров – вторият български космонавт
- Исмет Мехмедов Адемов (Исмет Север) – журналист, строител (ранен с огнестрелно оръжие в студентските общежития в гр. София на 25.12.1974 г.)
- Проф. Слави Димитров – зам. декан на стопански факултет при ВТУ „Св. св. Кирил и Методий“, Велико Търново.
- Ивайло Йовчев-пресаташе на ПФК ЛЕВСКИ София.
- Д-р Николай Хрисимов – преподавател по Средновековна българска история при ВТУ „Св.Св. Кирил и Методий“ – гр. Велико Търново